# Michail Arkadjewitsch Swetlow

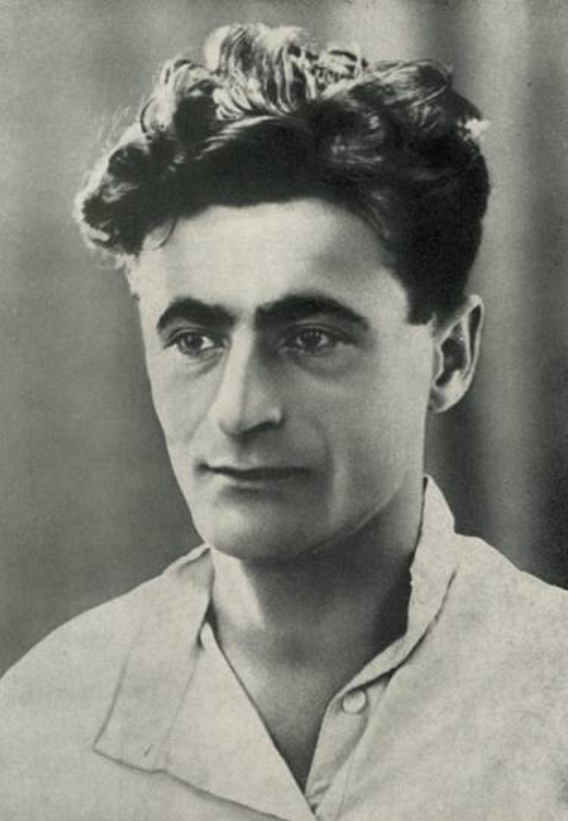
Michail Swetlow, 1928

Michail Arkadjewitsch Swetlow (russisch Михаил Аркадьевич Светлов, ursprünglich Schejnkman (russisch Шейнкман); * 4. Junijul. / 17. Juni 1903greg. in Jekaterinoslaw,  Russisches Kaiserreich, heute Dnipro, Ukraine; † 28. September 1964 in Moskau) war ein sowjetischer Schriftsteller.
Swetlow war Mitglied des Komsomol und Freiwilliger im Russischen Bürgerkrieg. Er war Autor der populären Ballade Granada (1926). 1935 schrieb er das erfolgreiche Lied von Kachowka, das von Dunajewski vertont wurde. Swetlow leitete ein Literaturstudio im Haus der Pioniere, den u. a. der spätere Schriftsteller und Übersetzer Lew Wladimirowitsch Ginsburg besuchte. In den 1930er Jahren verfasste er mehrere Theaterstücke. Während des Zweiten Weltkriegs war er Kriegskorrespondent.
Swetlow starb 1964 in Moskau und wurde auf dem Nowodewitschi-Friedhof begraben.

## Werke
- 1967: Spiel vor dem Feind (Deutsche Erstaufführung: Theater der Freundschaft Berlin)